# Touda Bouanani
Pour les articles homonymes, voir Bouanani.
Touda Bouanani née à Rabat en 1966, est une plasticienne et vidéaste marocaine.

## Biographie
Touda Bouanani grandit dans le milieu du cinéma au Maroc. Sa mère Naïma Saoudi est décoratrice et costumière. Son père Ahmed Bouanani est une figure du renouveau du cinéma marocain après l'indépendance, en 1956. En 1993, elle est diplômée de l'école des beaux-arts de Bordeaux. Le souvenir et la mémoire sont au centre de son travail. Dans son premier long métrage, Le Mirage, elle évoque le travail de son père. Elle double toutes les voix en français, son père ayant fait la traduction.
En 1993, elle entremêle dans des vidéos ses propres textes avec celle de Georges Pérec, Jorge Luis Borges, Fernando Pessoa ou Ahmed Bouanani.
Sa sœur Batoul meurt en 2003. En 2006, un incendie ravage l'appartement familial situé à Rabat. Dans Les quatre sources, film d’Ahmed Bouanani , réalisé en 1977, le héros découvre son héritage dans le coffre qui contient tous les documents, manuscrits, photos, scenarii, romans, poèmes sauvés de l'incendie par Touda Bouanani et sa mère Naïma Saoudi.
À partir de 2011, date de la mort de son père, elle est la gardienne des archives familiales et des textes inédits. Elle réalise un diaporama où elle présente en même temps son propre travail et le travail de conservation, archive et diffusion de l'héritage familial. À partir des archives, elle réalise Fragments de mémoires en 2014.
En 2016, elle présente à Rabat Re-monter le temps, toujours dans une démarche d'appropriation de son passé pour le transmettre.
En 2020, Touda Bouanani avec Maya Ouabadi et Léa Morin lance Woman, Arab and … Filmmaker. Il s'agit d'un projet de recherche pour une réécriture féministe et décolonialiste de l'histoire du cinéma. Le projet s'attache à étudier des textes, des écrits, des œuvres de femmes cinéastes radicales des années 1960 et 1970, en Afrique du Nord. Woman, Arab and … Filmmaker fait référence à un texte de la réalisatrice libanaise Heiny Srour, publié en 1976.

## Films
- Le Mirage,
- Conte de la énième nuit, 1993
- Une histoire de pureté, 1993

- Fiction, 5min, 1997
- Poème d’amour à Naïma, 2012
- Fragments de mémoires, 20 minutes, 2014
- Une Odyssée, en collaboration avec Malik Nejmi, 2015

## Publications
- Re-monter le temps, Presses du réel, 2016

## Distinctions
- Premier prix pour Une histoire de pureté, Festival de Mohammedia, Maroc, septembre 1993[6]